# Carthamus lanatus subsp. baeticus
Carthamus lanatus subsp. baeticus é uma subespécie de planta com flor pertencente à família Asteraceae. 
A autoridade científica da subespécie é (Boiss. & Reut.) Nyman, tendo sido publicada em Mem. Soc. Sc. Not. Maroc 21/22: 180. 1929.
O seu nome comum é cártamo-lanoso.

## Portugal
Trata-se de uma subespécie presente no território português, nomeadamente em Portugal Continental.
Em termos de naturalidade é nativa da região atrás indicada.

## Protecção
Não se encontra protegida por legislação portuguesa ou da Comunidade Europeia.